# 海天能源
海天能源國際有限公司，簡稱海天能源國際，以及海天能源（英語：Haitian Energy International Limited，港交所除牌前：1659.HK），於2003年由Canada Space International Co., Ltd（林揚為主要股東，同時為董事會主席）於周寧縣設立名為「周寧縣前坪水電開發有限公司」（福建省大川水電開發有限公司前身），而前身為「海天水電國際有限公司」。當時在國內經營經營及管理其自行開發或自其他方收購的中國小型水電站。總部位於香港干諾道中133號誠信大廈6樓606室。
而股份則在2012年7月6日於港交所創業板上市，當時代碼為8261.HK。而在首天收盤報為0.56港元，比招股價（0.3港元，發行新股為2.5億股，而集資額為7500萬港元）漲幅達至87%。於2016年1月,該公司市值大約為30億元。
2020年12月7日，已被港交所勒令除牌。